# Reef Doctors
Reef Doctors est une série télévisée australienne créée par Jonathan M. Shiff et diffusée entre le 9 juin 2013 et le 7 septembre 2013 sur la chaîne Network Ten.
Cette série est inédite dans tous les pays francophones.

## Synopsis
Sam Stewart dirige une équipe de médecins au service de la clinique Hope Island. Sam est une mère célibataire qui aime étudier le venin, en espérant trouver des secrets cachés qui peuvent avoir le pouvoir de guérir des maladies mortelles...

## Distribution
- Lisa McCune : Dr Sam Stewart
- Matt Day (en) : Andrew Walsh
- Rohan Nichol : Toby McGrath
- Richard Brancatisano : Dr Rick D'Alessandro
- Tasneem Roc (en) : Olivia Shaw
- Andrew Ryan : Gus Cochrane
- Susan Hoecke : Freya Klein
- Justin Holborow (en) : Jack Stewart
- Rod Mullinar : Sonny Farrell
- Kristof Piechocki (en) : Malcolm Reid
- Alexandra Davies : Gillian
- Chloe Bayliss : Nell Saunders

## Épisodes
1. titre français inconnu (Venom Doc)
2. titre français inconnu (Episode Two)
3. titre français inconnu (Episode Three)
4. titre français inconnu (Episode Four)
5. titre français inconnu (Episode Five)
6. titre français inconnu (Episode Six)
7. titre français inconnu (Episode Seven)
8. titre français inconnu (Episode Eight)
9. titre français inconnu (Episode Nine)
10. titre français inconnu (Episode Ten)
11. titre français inconnu (Episode Eleven)
12. titre français inconnu (Episode Twelve)
13. titre français inconnu (Episode Thirteen)

## Audiences
Le premier épisode du dimanche soir n'a attiré que 357 000 téléspectateurs. Network Ten a conséquemment relocalisé la série pour le vendredi soir le 21 juin, qui n'a attiré que 193 000 téléspectateurs. La série a été déplacée sur la chaîne Eleven les samedis.